# Торговля людьми в Албании
Албания является страной, в которой известны случаи торговли людьми, в том числе принудительной проституции и принудительного труда, в том числе попрошайничества. Албанские жертвы подвергаются принудительному труду и секс-торговле в Греции, Италии, Северной Македонии, Косово и Западной Европе. Половина жертв торговли были женщинами и детьми, вовлечённые в проституцию в частных резиденциях в Тиране, Дурресе, Эльбасане и Влёре. Детей в основном использовали для попрошайничества и других форм принудительного труда. Есть свидетельства того, что албанские мужчины подвергались условиям принудительного труда в сельскохозяйственном секторе Греции и других соседних стран.
Правительство Албании прилагает значительные усилия для борьбы с торговлей людьми. Оно улучшает методы выявления преступлений, защиту и реинтеграцию жертв торговли людьми, а также привлекает к ответственности преступников, занимающихся торговлей людьми в целях сексуальной эксплуатации. В марте 2009 года правительство одобрило поправку к закону о социальной помощи, которая предоставит жертвам торговли людьми те же социальные льготы, что и другим группам риска в Албании, и обеспечит государственное финансирование приютов. Правительство продолжает отслеживать и анализировать тенденции торговли людьми с помощью общенациональной базы данных. Правительственные чиновники увеличили внимание общественности к торговле людьми в Албании. Однако существуют серьезные опасения по поводу защиты жертв, давших показания против торговцев людьми. Правительство не привлекало к ответственности виновных в торговле людьми. Отсутствие политического интереса и наличие коррупции в системе выливается в недостаточном уровне преследования нарушителей за торговлю людьми. В 2013 году в Албании были введены более суровые наказания за торговлю людьми, но было очень мало арестов: только три человека были осуждены за торговлю людьми, а в 2014 году, по данным Госдепартамента США, только девять. В 2015 году Национальная коалиция приютов по борьбе с торговлей людьми (NCATS) сообщила о 85 случаях торговли людьми. Однако, по их оценкам, цифра намного выше. Обездоленные девушки и женщины, которыми манипулируют посредством фиктивных браков и ложных возможностей трудоустройства, относятся к группе особого риска. Другая группа жертв включает детей, бедных и социально отчужденных людей, экономических мигрантов, беженцев и жертв домашнего насилия и других форм жестокого обращения.
Управление Государственного департамента США по мониторингу и борьбе с торговлей людьми присвоило Албании второй уровень в 2017 году. Статистика Британского национального агентства по борьбе с преступностью показала, что в 2017 году большинство жертв торговли людьми — это албанцы, которых эксплуатируют в качестве дешевой рабочей силы и в секс-индустрии.

## Уголовный кодекс
Албания уголовно запрещает торговлю людьми (в том числе секс-торговлю). За это предусмотрено наказание в виде тюремного заключения сроком от 5 до 15 лет. После падения социализма в Албании в начале 1990-х годов торговля молодыми албанскими женщинами распространилась на Западную Европу, равно как и торговля женщинами из Восточной Европы для сексуального порабощения.
Наказание за торговлю людьми является более суровым, чем за другие серьезные преступления, например, изнасилование. Управление государственной полиции сообщило, что в 2009 году было проведено расследование в отношении 35 подозреваемых в торговле людьми. В 2009 году правительство привлекло к ответственности 31 подозреваемого в торговле людьми, осудив 11 из них. В 2008 и 2007 годах было осуждено 26 преступников. Все судебные преследования и обвинительные приговоры касались торговли женщинами или детьми в целях сексуальной эксплуатации. В 2009 году преступники получали от 5 до 16 лет лишения свободы. По мнению местных наблюдателей, повсеместная коррупция на всех уровнях и секторах албанского общества серьезно ограничивает способность правительства решать проблему торговли людьми. В 2009 году Верховный суд отменил два обвинительных приговора торговцам людьми. В январе 2009 года правительство сообщило, что удвоило количество следователей полиции для расследования случаев торговли людьми. В 2009 году Суд по тяжким преступлениям наложил арест на активы и имущество торговцев людьми на сумму 268115 долларов.
В 2019 году правительство удвоило бюджет Управления национального координатора по борьбе с торговлей людьми (ONAC), но, тем не менее, правительство не соблюдает минимальные стандарты. Поскольку правительство расследовало меньше дел, в 2019 году был зафиксирован самый низкий уровень судебных делопроизводств за последние четыре года. Однако, поскольку Албания прилагает значительные усилия для соблюдения минимальных стандартов в соответствии с докладом Госдепартамента США о торговле людьми за 2020 год, стране оставили второй уровень.

## Защита жертв
Правительство Албании предприняло некоторые шаги для улучшения выявления и защиты жертв торговли людьми. В 2009 году было выявлено 94 жертвы торговли людьми по сравнению со 108 в 2008 году. В течение 2009 года один государственный приют оказал помощь 24 жертвам, а общественная организация — 70. В 2009 году правительство предоставило бесплатное профессиональное обучение 38 жертвам, а также 11 микрокредитов для открытия частного бизнеса. Помимо этого пятеро жертв приняли в школы. В январе 2010 года правительство одобрило законопроект о предоставлении социальной помощи жертвам торговли людьми, позволяя быстрее трудоустроить их после выхода из приютов, находящихся под управлением общественных организаций. Тем не менее, они всё ещё работали на средства международных пожертвований для оказания помощи жертвам торговли. Правительство финансирует и управляет центром, в котором размещаются как жертвы торговли людьми, так и нелегальные иностранные мигранты, выявленные на территории Албании; однако свобода передвижения жертв в этом центре строгого режима часто ограничивается. Правительство не наказывает жертв за противоправные действия и, согласно закону, предлагает правовые альтернативы высылке иностранных жертв в страны, где они могут столкнуться с трудностями или местью.
Правительство поощряет участие жертв в судебном преследовании преступников; однако жертвы часто отказываются давать показания или меняют свои показания в результате запугивания или страха запугивания со стороны торговцев людьми. В некоторых случаях в 2009 году полиция не обеспечивала защиты жертв торговли людьми при даче показаний против торговцев людьми, вынуждая жертв полагаться исключительно на организации для защиты людей. В 2009 году одна жертва-свидетель получила убежище в другой стране из-за постоянных угроз со стороны торговца людьми ей и ее семье, а также опасений, что правительство не может должным образом защитить ее. В 2009 году Генеральная прокуратура не требовала защиты свидетелей жертв торговли людьми.

## Профилактика
Правительство Албании установило партнерские отношения с международными организациями и экспертами, например с Гилли Маккензи из Организации Объединенных Наций и Интерполом, с целью реализации мероприятий по предотвращению торговли людьми, направленных на информирование общественности и уязвимых групп. Офис национального координатора управляет региональными рабочими группами по борьбе с торговлей людьми, в состав которых входят соответствующие заинтересованные стороны. Однако, как сообщается, в эти рабочие группы не всегда входят представители гражданского общества и они неэффективно рассматривают доводимые до их сведения дела о торговле людьми. Правительство финансирует общенациональную бесплатную круглосуточную горячую линию для жертв и потенциальных жертв. В ноябре 2009 года правительство приняло закон об улучшении процесса регистрации новорожденных и отдельных лиц в цыганской общине, так как она часто подвергалась торговле людьми.